# نويليس جوداولت
نويليس جوداولت (بالفرنسية: Noyelles-Godault)‏ هي بلدية تقع في إقليم باد كاليه من منطقة نور با دو كاليه في شمال فرنسا. تبلغ مساحة هذه المدينة 5.45 (كم²)، وترتفع عن سطح البحر 35 م، يبلغ عدد سكانها 5153 نسمة حسب إحصاء المعهد الوطني للإحصاء والدراسات الاقتصادية سنة 2009 م. وترأس Jean Urbaniak البلدية خلال فترة (2008-2014).